# Alstroemeria ligtu

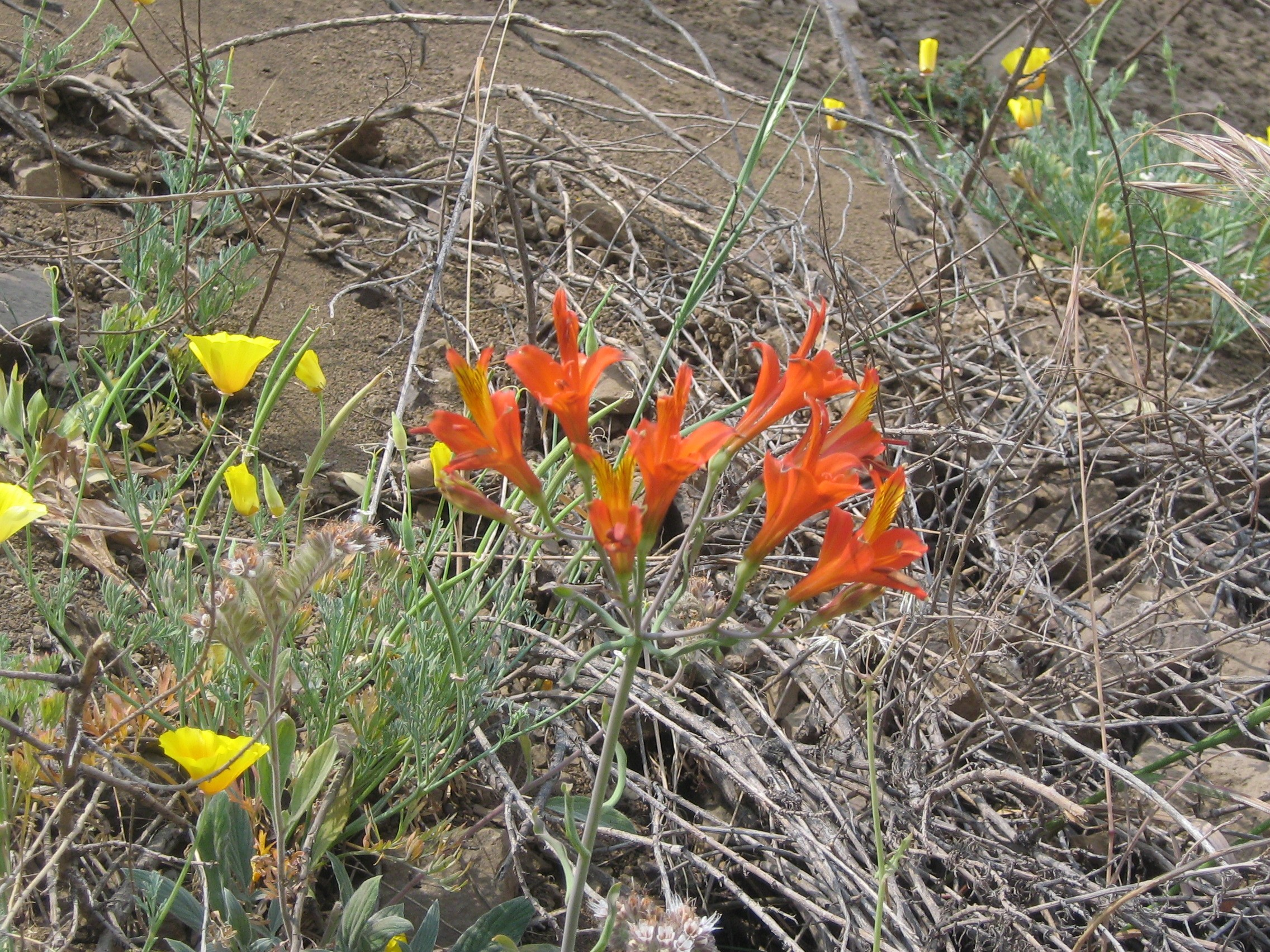
Vista de la planta

Alstroemeria ligtu és una espècie de planta de la família de les Alstroemeriàcies que es distribueix per Xile i el Perú. És un planta herbàcia que es troba sobre sòls rics en matèria orgànica i amb una mica d'humitat i bon drenatge desenvolupant-se a ple Sol, a vessants i també a vegades en semiombra, sota arbres caducs o d'ombra mitjana. És una espècie que s'usa com a planta ornamental.